# Gigagnathus extendus
Gigagnathus extendus är en spindeldjursart som beskrevs av Chant 1965. Gigagnathus extendus ingår i släktet Gigagnathus och familjen Phytoseiidae. Inga underarter finns listade i Catalogue of Life.